# 卜塔
普塔（Ptah）是古埃及孟斐斯地區所信仰的造物神，而後演變成工匠與藝術家的保護者，形象為一木乃伊，他的妻子是賽克邁特。
普塔放于神廟内殿的基座上。頭部被帶緊裹，身体被木乃伊包布绑缚。只有雙手未被束缚，握持著象徵生命（安卡），稳定（節德）与全能的複合權杖。有时，他會以一个畸形的矮子形象展現，手脚彎曲，腦袋碩大，除了一束童髮之外全部剃光。
在古埃及首都孟斐斯，他自遠古时他就受到崇拜，在法老加冕的北方古都，普塔作为統治神, 一直位列至尊，那兒所有的東西都是出自卜塔的“心”和“舌头”。在古埃及的神祇中，他位列第三，僅次阿蒙和拉，但在受自己祭司尊敬方面更甚前兩位神祇，祭司们宣称他是宇宙的巨匠造物主，用雙手造世界。埃及語中孟菲斯被稱為  （讀音：Hikuptah），意思是「普塔的靈魂的神殿」，後來傳至希臘語演變成 (Aigyptos) ，再傳至歐洲各語言當中，成為歐洲人對埃及的稱呼。
普塔是工匠和藝術家的保護者，他保護著工匠为人们建造东西，也保護藝術家能正常工作，而他自己也是藝術的發明者，他發明許多新藝術，为藝術家们所接受。同时他亦是設計家，金屬冶煉家和建築家，为人们設計新的樓房，家具，建築了許多精巧的建築物。還指導建築者和工匠們的工作。卜塔的神聖动物為公牛。據說，他曾以天火之形令母牛懷孕，使自己再度重生，外形为頭黑色公牛，前额有一白色三角型，背上有只展翅的秃鹰，右腹有一彎新月，舌頭有聖甲虫的圖像，尾巴上的牛毛为雙層。人們都稱它為“聖牛阿匹斯”。
普塔亦發明火，如同希腊神話的普羅米修斯受人尊敬。